# NK Čakovec
Nogometni klub Čakovec – chorwacki klub piłkarski z siedzibą w Čakovcu. Został założony w 1920 roku.

## Historia
W latach 2000–2002 klub ten grał w pierwszej lidze Chorwacji, ale został zdegradowany do drugiej ligi, w której gra do dziś. Od lat 80. NK Čakovec swoje mecze rozgrywa na stadionie Mladost, a od 2003 dzieli go razem z innym klubem z Čakovca, NK Međimurje. Fani zespołu NK zwani są Demonami.